# Cleora vatia
Cleora vatia är en fjärilsart som beskrevs av Louis Beethoven Prout 1927. Cleora vatia ingår i släktet Cleora och familjen mätare. Inga underarter finns listade i Catalogue of Life.